# Laurit
Laurit ist ein eher selten vorkommendes Mineral aus der Mineralklasse der „Sulfide und Sulfosalze“ mit der idealisierten chemischen Zusammensetzung RuS2 und damit chemisch gesehen Rutheniumdisulfid.
Laurit kristallisiert im kubischen Kristallsystem und entwickelt bis zu einem Millimeter große Kristalle, findet sich aber auch in Form abgerundeter Körner und Einschlüsse in anderen Mineralen. Das Mineral ist in jeder Form undurchsichtig (opak) und zeigt auf den Oberflächen der eisenschwarzen Kristalle einen metallischen Glanz. Unter dem Auflichtmikroskop können polierte Flächen auch weiß, grau oder bläulich erscheinen. Die Strichfarbe von Laurit ist dagegen dunkelgrau.

## Etymologie und Geschichte
Aus einer Seifenlagerstätte auf dem heute zu Indonesien gehörenden Teil der Insel Borneo sammelte Waitz einige Platinerzproben, die erstmals 1855 von Böcking analysiert wurden, bei der das neue Mineral allerdings noch nicht auffiel. Eine weitere, von Friedrich Wöhler durchgeführte, chemische Analyse brachte schließlich das Ergebnis, dass es sich bei einigen der eisenschwarzen Körner und Kugeln um ein bisher unbekanntes Rutheniumsulfid mit einem geringen, aber deutlich nachweisbaren Gehalt an Osmium handelte. Die kristallographischen Eigenschaften von Laurit wurden von Wolfgang Sartorius von Waltershausen in Göttingen durchgeführt. Die Publikation der Untersuchungsergebnisse von Wöhler und Waltershausen erfolgte 1866 in den Nachrichten von der Königlichen Gesellschaft der Wissenschaften und der Georg-Augusts-Universität.
Als enger Freund des US-amerikanischen Chemikers Charles Arad Joy wählte Wöhler den Namen Laurit als persönliches Kompliment an dessen Frau Laura.
Nach John Bowles, D. Atkin J. L. M. Lambert, T. Deans und R. Phillips, die 1983 den Chemismus, die Reflexionseigenschaften und Größen der Elementarzelle der Mischkristallreihe von Erlichmanit (OsS2) und Laurit untersuchten, gilt als genaue Typlokalität für Laurit eine Seifenlagerstätte am Fluss Pontijn in der Regentschaft Tanah Laut auf Borneo.
Das Typmaterial des Minerals wird in den Mineralogischen Sammlungen des Mineralogisch-Petrographischen Instituts der Universität Göttingen unter der Sammlungs-Nr. 24541 aufbewahrt.

## Klassifikation
Bereits in der veralteten 8. Auflage der Mineralsystematik nach Strunz gehörte der Laurit zur Mineralklasse der „Sulfide und Sulfosalze“ und dort zur Abteilung der „Sulfide mit M : S < 1 : 1“, wo er zusammen mit Aurostibit, Cattierit, Geversit, Hauerit, Michenerit, Penroseit, Pyrit, Sperrylith, Trogtalit, Vaesit und Villamanínit die „Pyrit-Reihe“ mit der System-Nr. II/C.05 bildete.
Im Lapis-Mineralienverzeichnis nach Stefan Weiß, das sich aus Rücksicht auf private Sammler und institutionelle Sammlungen noch nach dieser alten Form der Systematik von Karl Hugo Strunz richtet, erhielt das Mineral die System- und Mineral-Nr. II/D.17-100. In der „Lapis-Systematik“ entspricht dies ebenfalls der Abteilung „Sulfide mit Metall : S,Se,Te < 1 : 1“, wo Laurit zusammen mit Aurostibit, Cattierit, Changchengit, Dzharkenit, Erlichmanit, Fukuchilit, Geversit, Hauerit, Insizwait, Kruťait, Maslovit, Mayingit, Michenerit, Padmait, Penroseit, Pyrit, Sperrylith, Trogtalit, Testibiopalladit, Vaesit und Villamanínit die „Pyrit-Gruppe“ bildet (Stand 2018).
Die seit 2001 gültige und von der International Mineralogical Association (IMA) bis 2009 aktualisierte 9. Auflage der Strunz’schen Mineralsystematik ordnet den Laurit in die allgemeinere Abteilung der „Metallsulfide mit M : S ≤ 1 : 2“ ein. Diese ist allerdings weiter unterteilt nach dem genauen Stoffmengenverhältnis und den in der Verbindung vorherrschenden Metallen, so dass das Mineral entsprechend seiner Zusammensetzung in der Unterabteilung „M : S = 1 : 2, mit Fe, Co, Ni, PGE usw.“ zu finden ist, wo es zusammen mit Aurostibit, Cattierit, Dzharkenit, Erlichmanit, Fukuchilit, Gaotaiit, Geversit, Hauerit, Insizwait, Iridisit, Kruťait, Penroseit, Pyrit, Sperrylith, Trogtalit, Vaesit und Villamanínit die „Pyritgruppe“ mit der System-Nr. 2.EB.05a bildet.
Auch die vorwiegend im englischen Sprachraum gebräuchliche Systematik der Minerale nach Dana ordnet den Laurit in die Klasse der „Sulfide und Sulfosalze“ und dort in die Abteilung der „Sulfidminerale“ ein. Hier ist er ebenfalls in der „Pyritgruppe (Isometrisch: Pa3)“ mit der System-Nr. 02.12.01 innerhalb der Unterabteilung „Sulfide – einschließlich Seleniden und Telluriden – mit der Zusammensetzung AmBnXp, mit (m+n) : p = 1 : 2“ zu finden.

## Chemismus
Die idealisierte (theoretische) Zusammensetzung von Laurit (RuS2) besteht aus 61,18 % Ruthenium (Ru) und 38,82 % Schwefel (S). Bereits in der ersten Analyse des Typmaterials aus Borneo konnte Wöhler jedoch einen deutlichen Anteil an Osmium von 3,03 % nachweisen, bei einem Ru-Gehalt von 65,18 % und einem S-Gehalt von 31,79 %.
Bei weiteren Lauritfunden aus der Goodnews Bay im Bethel Census Area von Alaska (USA) fanden sich Fremdbeimengungen von Iridium und aus einer Seifenlagerstätte am Río Pilpe, einem Nebenfluss des Río Guapi in der gleichnamigen Gemeinde im kolumbianischen Departamento Cauca konnte neben 12,7 % Osmium noch 5,3 % Iridium noch 0,1 % Kupfer (Cu) nachgewiesen werden.
Laurit bildet mit dem Osmium-Analogon Erlichmanit eine Mischkristall-Reihe, was der Grund für oft bedeutenden Gehalte an Osmium in der Verbindung sein kann.

## Kristallstruktur
Laurit kristallisiert kubisch in der Pyritstruktur in der Raumgruppe Pa3 (Raumgruppen-Nr. 205) mit dem Gitterparameter a = 5,61 Å und vier Formeleinheiten pro Elementarzelle.

## Eigenschaften
Mit einer Mohshärte von 7,5, was einer Vickershärte (VH, englisch VHN) von 2760 bis 2898 kg/mm2 bei einer Prüfkraft von 25 Gramm entspricht (durchschnittlich 2870 kg/mm2), liegt Laurit zwischen den Referenzmineralen Quarz (Härte 7) und Topas (Härte 8) und wäre damit bei entsprechender Größe in der Lage Fensterglas zu ritzen. Die gemessene Dichte von Laurit beträgt 6,43 g/cm3. Die aus den Kristalldaten errechnete Dichte ist mit 6,39 g/cm3 etwas geringer.
Auf mechanische Belastung reagiert das Mineral sehr spröde und bricht ähnlich wie Glas mit schwach muschelförmigen Bruchflächen. Zudem wurde eine vollkommene Spaltbarkeit nach dem Oktaeder {111} beobachtet.
Vor dem Lötrohr ist Laurit zwar unschmelzbar, verknistert aber ähnlich heftig wie Galenit und entwickelt zunächst einen starken Geruch nach schwefeliger Säure, der nach einiger Zeit in den Geruch nach Osmiumsäure übergeht.
Gegenüber Säuren ist Laurit sehr beständig und wird nicht einmal von Königswasser angegriffen.

## Bildung und Fundorte
Laurit bildet sich in ultramafischen Komplexen, findet sich aber vorwiegend in platinhaltigen Seifen. Als Begleitminerale treten unter anderem Braggit, Chromit, Cooperit, Sperrylith und andere Platinmetall-Minerale auf.
Als eher seltene Mineralbildung kann Laurit an verschiedenen Fundorten zum Teil zwar reichlich vorhanden sein, insgesamt ist er aber wenig verbreitet. Bisher sind weltweit rund 240 Fundorte für Laurit dokumentiert (Stand 2020). Außer an seiner Typlokalität am Pontijn in der Regentschaft Tanah Laut fand sich das Mineral in Indonesien noch bei einer Gold-Prospektion am heiligen Berg Meratus und in einer Schwermineral-Seife am Fluss Tambiano auf Borneo und an einer nicht näher bestimmten Fundstelle auf Sulawesi.
Weitere bekannte Seifenlagerstätten befinden sich unter anderem am Tulameen River in der kanadischen Provinz British Columbia, am Yuba River nahe Hammonton im Yuba- und Nevada County sowie am Trinity River im gleichnamigen County nahe Douglas City in Kalifornien. Daneben ist Laurit auch aus alluvialen Lagerstätten wie beispielsweise den Ophiolithen am Pirogues River in der Südprovinz Neukaledoniens und dem Maud Creek am Howard River im Tasman District der Südinsel Neuseelands.
Im Merensky Reef und dem darunter liegenden Merensky-Horizont im Bushveld-Komplex der südafrikanischen Provinz Transvaal, einem mehrschichtigen Gebiet aus magmatischem Gestein und den weltgrößten bekannten Reserven von Platinmetallen, tritt Laurit als örtlich vorherrschendes Mineral auf. Zudem konnten in der ebenfalls im Bushveld-Komplex liegenden Onverwacht-Pipe idiomorphe Lauritkristalle beobachtet werden. Ebenfalls bekannt für seine große Ergiebigkeit an Platinmetallen – darunter auch Laurit – ist das Kondjor-Massiv (englisch Konder oder Kondyor) im Aldanhochland der russischen Republik Sacha (Jakutien).
In Österreich konnte Laurit bisher nur bei Wolfsbach in der Gemeinde Drosendorf-Zissersdorf in Niederösterreich sowie bei Kraubath an der Mur, in einer unbenannten Grube am Mitterberg und am Sommergraben in der Gemeinde Sankt Stefan ob Leoben in der Steiermark entdeckt werden. Fundorte in Deutschland und der Schweiz sind bisher nicht bekannt.
Weitere Fundorte liegen unter anderem in Albanien, Algerien, Äthiopien, Australien, Brasilien, Bulgarien, China, Costa Rica, der Dominikanischen Republik, Ecuador, der Elfenbeinküste, Finnland, Frankreich, Griechenland, Indien, Irak, Italien, Japan, Kanada, Kasachstan, Kuba, Madagaskar, Marokko, Mexiko, der Mongolei, Myanmar, Neuseeland, Nordmazedonien, Norwegen, im Oman, in Osttimor, auf Papua-Neuguinea, den Philippinen, Sierra Leone, Simbabwe, der Slowakei, Spanien, Tansania, der Türkei, Ukraine, im Vereinigten Königreich (hier: Schottland), weiteren Bundesstaaten in den USA sowie auf Zypern.
Der bisher einzige dokumentierte Fundort außerirdischen Ursprungs ist der Meteorit Acfer 217, der 1991 im algerischen Teil der Sahara gefunden wurde und in dem neben Laurit unter anderem noch Erlichmanit, Ilmenit, Irarsit, Moncheit, Pentlandit, Sperrylith, Spinell und Troilit nachgewiesen werden konnten.